# Kitesurfing ai Giochi mondiali sulla spiaggia
Il kitesurfing è inserito nel programma dei Giochi mondiali sulla spiaggia sin dall'edizione inaugurale che si è svolta nel 2019, comprendendo un torneo maschile e uno femminile.

## Edizioni
| Giochi | Anno | Sede | Gare |
| ------ | ---- | ---- | ---- |
| I      | 2019 | Doha | 2    |

## Medagliere complessivo
| Posizione | Paese         | Oro | Argento | Bronzo | Totale |
| --------- | ------------- | --- | ------- | ------ | ------ |
| 1         | Germania      | 1   | 0       | 0      | 1      |
| 1         | Stati Uniti   | 1   | 0       | 0      | 1      |
| 3         | Francia       | 0   | 1       | 0      | 1      |
| 3         | Polonia       | 0   | 1       | 0      | 1      |
| 5         | Gran Bretagna | 0   | 0       | 1      | 1      |
| 5         | Russia        | 0   | 0       | 1      | 1      |
| Totale    | Totale        | 2   | 2       | 2      | 6      |